# Hub Lenz
Hubert Joseph (Hub / Huub) Lenz (Bocholtz, 28 maart 1938) is een Nederlands voormalig voetballer die doorgaans als linkeraanvaller speelde.

## Clubcarrière
Lenz begon in 1950 met voetballen bij Sportclub Bocholtz uit zijn geboorteplaats Bocholtz. Al snel werd hij opgemerkt door VV Juliana waar hij op zestienjarige leeftijd debuteerde in het eerste team. Hij kwam in 1954 bij Rapid JC in het profvoetbal. Met Rapid werd hij in 1956 landskampioen. Ondertussen kwam Lenz, die zonder rechteronderarm werd geboren, uit voor verschillende Nederlandse jeugdselecties. In 1962 werd hij gecontracteerd door het Amsterdamse DWS. Ook met DWS won hij in 1964 de landstitel. In 1967 ging hij naar SC Gooiland. Lenz keerde in 1969 terug bij DWS waar hij echter in het B-elftal terecht kwam. Medio 1970 ging hij voor de amateurs van Slotervaart spelen.

## Interlandcarrière
In zijn tijd bij Rapid JC maakte Lenz deel uit van de trainingsgroep voor de Nederlandse jeugdselecties. Lenz maakte in november 1964 deel uit van de centrale trainingsgroep van het Nederlands elftal dat op 9 december een vriendschappelijke wedstrijd tegen Engeland zou spelen. Lenz werd na een conflict met trainer Les Talbot door zijn club DWS geschorst en deze schorsing werd door interim bondscoach Denis Neville overgenomen. Neville gaf aan dat de kans groot was dat Lenz daadwerkelijk in actie was gekomen. In zijn plaats debuteerde zijn DWS-ploeggenoot Frits Flinkevleugel.